# Quinlan Road
Quinlan Road (förkortas ofta QR) är ett skivbolag grundat 1985 och ägt av Loreena McKennitt, som är bolagets enda artist. Quinlan Roads huvudkontor är beläget i Stratford i Ontario i Kanada.
Quinlan Road är döpt efter landsvägen som gick förbi McKennitts lantställe.